# Tân Hoa Xã
Tân Hoa Thông tấn xã (tiếng Trung: 新華通訊社) gọi tắt là Tân Hoa Xã là hãng thông tấn chính thức của chính phủ Trung Quốc và là trung tâm thu thập thông tin lớn nhất, cơ quan ngôn luận lớn nhất của Cộng hòa Nhân dân Trung Hoa. Đây là một trong hai cơ quan ngôn luận lớn của Trung Quốc, cơ quan kia là Trung Quốc Tân Văn xã.
Tân Hoa Xã là một cơ quan của Quốc vụ viện. Dù bị chỉ trích, việc xếp hạng chỉ số tự do báo chí toàn thế giới của tờ báo này đã được cải thiện trong những năm qua. Tân Hoa báo cáo trực tiếp lên Ban Thông tin công cộng của Đảng Cộng sản Trung Quốc.